# Цис-дур
Цис-дур је дурска лествица, чија је тоника тон цис, а као предзнаке има седам повисилица. Због великог броја повисилица које запис дела у овом тоналитету чине комплекснијим, музичари се чешће одлучују да користе Дес-дур, који му је еквивалентан.